# جامبو (آلاباما)
جامبو (به انگلیسی: Jumbo) یک منطقهٔ مسکونی در ایالات متحده آمریکا است که در شهرستان چیلتون، آلاباما واقع شده‌است. جامبو ۱۲۳٫۱۴ متر بالاتر از سطح دریا واقع شده‌است.